# Adalwin (arcybiskup)
Adalwin (zm. 14 maja 873) – arcybiskup Salzburga w latach 859-873.

## Życiorys
Adalwin wykształcenie uzyskał w Salzburgu. Uważa się, że otrzymał poparcie od swojego poprzednika Leutrama, który polecił go cesarzowi jako swojego następcę. Adalwin został mianowany arcybiskupem Salzburga w 859 roku. Wiosną 860 roku udał się do Rzymu, aby odebrać paliusz.
Do zasług Adalwina należy chrystianizacja Słowian w Marchii Wschodniej. Od czasów pokonania Awarów przez Karola Wielkiego Panonia należała to terenów misyjnych Salzburga. W związku z tym Adalwin konsekrował tam 12 nowych kościołów, m.in. w 864 roku w Valcum (obecnie Fenékpuszta na Węgrzech) i w 865 roku w Veszprémie. Wziął również w swoje ręce kierowanie kościołem w Karyntii, jak również skierował wysiłek misyjny na obszary państwa wielkomorawskiego, gdzie konsekrował kościół w Nitrze.
Sprzeciwiał się działalności misyjnej na Morawach Cyryla i Metodego, a zwłaszcza mianowaniu przez papieża Hadriana II Metodego arcybiskupem z jurysdykcją obejmującą te tereny. Adalwin zaprosił Metodego na synod biskupów Bawarii, a działania biskupów niemieckich doprowadziły do uwięzienia Metodego w opactwie na wyspie Reichenau, gdzie spędził 3 lata i został uwolniony dopiero po interwencji papieża Jana VIII.